# بلیک فاستر
بلیک فاستر (انگلیسی: Blake Foster؛ زادهٔ ۲۹ مهٔ ۱۹۸۵) هنرپیشه اهل ایالات متحده آمریکا است. از فیلم‌های او می‌توان به بازی در کاسپر با وندی ملاقات می‌کند اشاره کرد.